# Just My Imagination (canción)
«Just My Imagination» es el tercer sencillo del cuarto álbum de estudio, Bury the Hatchet, del grupo irlandés The Cranberries, publicado el 14 de noviembre de 1999.

## Vídeo musical
El vídeo comienza con Dolores O'Riordan, vocalista de la banda, encendiendo un discman y poniéndose los auriculares, momento en que comienza a sonar la canción. A continuación, baja por las escaleras del frente de un edificio y comienza a caminar por la calle, donde se imagina que está en un lugar lejano, en un campo, junto con muchas mariposas. Luego se puede ver a la banda tocando la canción al tiempo que O'Riordan comienza a imaginarse muchos globos aerostáticos en el cielo para después aparecer en uno de ellos, pero mientras imagina todo esto casi es chocada por un auto, el cual conducían Noel y Mike Hogan (guitarrista y bajista de la banda, respectivamente), volviendo abruptamente de la imaginación a la realidad. Luego sigue su camino, dando vuelta una esquina y tropezando con Fergal Lawler (baterista de la banda) mientras continúa recorriendo las calles. El vídeo termina con la vocalista sentada en la puerta del edificio de donde salió al comenzar la canción.

## Lista de canciones
2-track CD single
1. «Just My Imagination» – 3:41
2. «God Be with You» – 3:32

UK CD single UK
1. «Just My Imagination» – 3:41
2. «God Be with You» – 3:32
3. «Zombie» (Live Hamburg '99) – 6:13

UK CD single 2
1. «Just My Imagination» – 3:41
2. «Such a Shame» – 4:22
3. «Promises» (Live Hamburg '99) – 5:32

European Maxi single
1. «Just My Imagination» – 3:41
2. «God Be with You» – 3:32
3. «Such a Shame» – 4:22
4. «Zombie» (live Hamburg '99) – 6:13

Special limited edition Italian tour CD single
1. «Just My Imagination» – 3:41
2. «Dreams» (live at Radio 105 Network, Palalido, Milano, Italia) – 4:35
3. «Ode to My Family» (live at Radio 105 Network, Palalido, Milano, Italia) – 4:34
4. «Animal Instinct» (live at Radio 105 Network, Palalido, Milano, Italia) – 3:42

## Otras apariciones
La canción apareció en «She's a Man, Baby, a Man!», el quinto episodio de la segunda temporada de la serie de televisión Charmed, estrenado el 4 de noviembre de 1999 en la televisión estadounidense. Al final del capítulo se muestra a los cuatro integrantes de la banda tocando en una presentación en vivo en el club "P3 Halliwell" (propiedad en la ficción del personaje Piper Halliwell), que se encuentra ubicado en San Francisco, California.